# فرودگاه بین‌المللی پورت کلمبوس
 فرودگاه بین‌المللی پورت کلمبوس (به انگلیسی: Port Columbus International Airport) یک فرودگاه همگانی بهره‌برداری هوایی با کد یاتا CMH است که یک باند فرود آسفالت دارد و طول باند آن ۳۰۸۶ متر است. این فرودگاه در شهر کلمبوس کشور ایالات متحده آمریکا قرار دارد و در ارتفاع ۲۴۸ متری از سطح دریا واقع شده است.